# فقستان
فقستان (بالإنجليزية: Faqestan)‏ هي قرية تقع في قسم كناررودخانه الريفي في إيران. يقدر عدد سكانها بـ 155 نسمة بحسب إحصاء 2016.